# أحلام عبدو (مسلسل)
أحلام عبدو هو مسلسل كوميدي عربي، اُنتج في عام 1998، من تأليف محمد البطوش وإخراج محمد العوالي.

## قصة المسلسل
تدور أحداث المسلسل حول عبدو، المواطن الغيور على وطنه، الذي يعود من أميركا حاملاً تراث أجداده وأملًا في الإسهام في نهضته. لكنه يواجه صعوبات تحول حلمه إلى كابوس، إلا أنه يصمد في مواجهة التحديات. من خلال رحلته، يصبح ناقدًا للسلبيات والبيروقراطية، في مزيج يجمع بين الكوميديا والتأمل.

## الممثلون
شارك في التمثيل كوكبة من النجوم العرب من الأردن، وسوريا، والسعودية.
- زهير عبدالكريم

- حسن دكاك

- أيمن رضا

- وفاء موصللي

- نبال الجزائري

- ساري الأسعد

- جيما دريوسي

- إبراهيم الحساوي